# Гребенецький Олександр Зиновійович
Олекса́ндр Зино́війович Гребене́цький (1874, с. Фурси, Васильківський повіт, Київська губернія — 8 грудня 1937, Марійська АРСР) — український педагог, учитель і помічник завідувача Першої київської трудової школи ім. Т. Г. Шевченка (раніше колегії Павла Галагана), співробітник Інституту наукової мови ВУАН. Репресований 1937 року за справою «Спілки Визволення України». Жертва сталінського терору.

## Життєпис
Народився 1874 року в селі Фурси Васильківського повіту Київської губернії в родині священника.
Навчався в Київській духовній академії, про що залишились спогади його товариша, видатного диригента Олександра Кошиця.
Був членом Української партії соціалістів-федералістів. Товаришував з Леонідом Пахаревським
Працював учителем географії і помічником завідувача Першої київської трудової школи ім. Т. Г. Шевченка (раніше колегії Павла Галагана) Володимира Дурдуківського по адміністративній частині, співробітником Інституту наукової мови ВУАН.
Із спогадів про його роботу в школі: 
«Тонкий психолог і знавець дитячої вдачі, людина сувора й вольова. Користався він великим авторитетом серед дітей, хоч усі його боялися. Не в одного трусилися ноги, коли доводилося відповідати перед розгорнутою мапою. Але дивно, що варто було учневі добре відповісти, Гребінецький відразу робився якимось лагіднішим, і все хвилювання раптом зникало. Але бідні були ті, що погано відповідали, їм треба було докласти неабияких зусиль, щоб знову вибороти собі звання доброго учня. Гребінецький, очевидно, свого часу чимало подорожував поза межами колишньої царської імперії, бо його описи різних європейських міст рясніли цікавими деталями побуту».
4 липня 1929 року заарештований, на сфабрикованому процесі СВУ (9 березня — 19 квітня 1930) як один із організаторів і член президії (належав до центральної шістки) засуджений до смертної кари, заміненої шестирічним ув'язненням. На момент арешту проживав у Києві (вул. Леніна (нині — Богдана Хмельницького), 53, пом. 8).
О. Гребенецький на суді визнавав, що він висловлював недовір'я до національної політики радянської влади, вважав недосконалою систему освіти в республіці.
Покарання відбував у Ярославській тюрмі (РФ). 1936 року звільнений, але згодом знову заарештований і 7 грудня 1937 постановою особливої трійки Управління НКВС Марійської АРСР засуджений до вищої міри покарання.
Розстріляний 8 грудня 1937 року. Реабілітований 11 вересня 1989 року (Пленум Верховного суду УРСР скасував вирок по справі, припинивши її за відсутністю складу злочину).